# Aeothe Kaear
Aeothe Kaear ist das erste Demo der finnischen Funeral-Doom-Band Skepticism.

## Geschichte
Nach Gründung der Band, der Veröffentlichung einer Single und einigen lokalen Auftritten manifestierte sich Anfang 1993 eine konstante Besetzung Skepticisms.
Die Konstellation beinhaltete den Sänger Matti Tilaeus, den Gitarristen Jani Kekarainen, den Keyboarder Eero Pöyry sowie den Schlagzeuger Lasse Pelkonen. Diese Bandbesetzung behielt Skepticism seither über Jahrzehnte hinweg bei. In dieser Konstellation spielte die Gruppe zum Ende des gleichen Jahres ein Demo zu Promotionszwecken ein, das an mehrere Unternehmen versandt wurde. Daraufhin nahm das amerikanische Label Red Stream die Band unter Vertrag. Aeothe Kaear wurde so als erstes Demo der Band Ende 1993 unmittelbar nach der Aufnahme mit vier separaten Stücken, und einer Gesamtspielzeit von 35:03 Minuten veröffentlicht. Drei der vier Stücke arrangierte die Band für das 1995 veröffentlichte Debütalbum Stormcrowfleet neu.
In Rezensionen zum Demo und wurden Skepticism erstmals als Funeral Doom bezeichnet. Es gilt als erste Veröffentlichung die unter dieser Bezeichnung geführt wurde und somit als Namensgebend für das Genre. Als Herkunft der Bezeichnung wird ein durch das Plattenlabel Red Stream genutzter Werbesticker, der die Veröffentlichungen von Skepticism als „Funeral Doom“ bezeichnete, benannt. Diese Bezeichnung wurde in Rezensionen zu Aeothe Kaear und dem nachfolgenden Stormcrowfleet aufgenommen. Das Label veröffentlichte 2002 eine zweite Auflage des Demos. Die Zahl der veröffentlichten Kopien des Demos ist nicht bekannt.

## Stil
Aeothe Kaear wird dem Genre Funeral Doom zugerechnet. Abmischung und Produktion der Stücke unterscheidet sich zwischen Demo und Album. Die Tonqualität des Demos sei schlechter, einzelne Instrumente dafür besser herauszuhören. Die Stücke blieben abgesehen von Chorale, dass später auf der EP Ethere erneut präsentiert wurde, überwiegend identisch komponiert, wurden allerdings etwas zügiger gespielt. Chorale wurde hingegen später intensiv überarbeitet.
Trotz des zügigeren Tempos beinhaltete Aeothe Kaear bereits den stereotypen Klang der Gruppe mit „sehr depressive[r] und dunkle[r] Musik.“ Der Einsatz der Orgel erweise sich als „brillant, um eine Atmosphäre zu schaffen, die manchmal ruhig und streng und manchmal voller Spannung und Dissonanz ist.“

## Wahrnehmung
Aeothe Kaear erweise sich als gute Möglichkeit, etwas über die Geschichte der Band zu erfahren. Trotz Änderungen im Stil sei „das echte Skepticism-Feeling“ bereits vernehmbar. Insgesamt erweise sich das Demo als „ein großartiges Stück Funeral Doom und ein Vorspiel für die spätere Größe der Band.“

## Titelliste
1. The Everdarkgreen: 09:29
2. Pouring: 07:44
3. The Rising of The Flames: 08:52
4. Chorale: 08:58